# 西尼沙·什科尔内科维奇
西尼沙·什科尔内科维奇（1968年1月18日—），克罗地亚男子水球运动员。他曾代表克罗地亚参加1996年和2000年夏季奥林匹克运动会水球比赛，其中1996年奥运会获得一枚银牌。